# Magian
Magian (tadż. Моғиёндарё) – rzeka w Tadżykistanie w wilajecie sogdyjskim, lewy dopływ Zarafszanu. Jej długość wynosi 68 km, zaś powierzchnia zlewni 1100 km².